# Jørgen Robert Hansen
Jørgen Robert Viggo Hansen (Kalundborg, Danska, 23. ožujka 1911. – Kalundborg, Danska, 6. kolovoza 1991.) je bivši danski hokejaš na travi.
Na hokejaškom turniru na Olimpijskim igrama 1936. u Berlinu je igrao za Dansku. Danska je ispala u 1. krugu, s jednom neriješenom i jednim porazom je bila zadnja, treća u skupini "B". Odigrao je dva susreta na mjestu braniča.
Te 1936. je igrao za klub Kalundborg Hockeyklub.
Zadnji put se na Olimpijskim igrama pojavio na olimpijskom hokejaškom turniru 1948. u Londonu. Igrao je za Dansku, a Danska je ispala u 1. krugu. Odigrao je četiri susreta na mjestu veznog igrača.

## Vanjske poveznice
- Profil na Sports Reference.com  Arhivirana inačica izvorne stranice od 19. svibnja 2011. (Wayback Machine)